# Mato Gereci
Mato Gereci (Garešnica, 12. siječnja 1957.) hrvatski je akademski slikar.

## Životopis
Gereci cijelo djetinjstvo provodi u Garešnici, gdje završava osnovnu školu i gimnaziju. Prve poticaje za slikanje dobiva već u osnovnoj školi, a zatim u gimnaziji. Već kao gimnazijalac dobiva nagrade za crteže i objavljuje karikature u tjedniku "Studio". Godine 1977. upisuje Akademiju likovnih umjetnosti u Zagrebu, na kojoj je diplomirao 1981. s odličnim uspjehom. Poslije završene Akademije zapošljava se kao profesor likovne kulture u osnovnoj školi.
Izlaže od 1981. i do sada je priredio 20 samostalnih izložaba, a izlagao je i na preko 30 skupnih. Sudjelovao je u radu brojnih likovnih kolonija i humanitarnim aukcijama. Član je HDLU-a od 1981. Godine 1986. seli u novoizgrađenu obiteljsku kuću, a 1990. u potkrovlju uređuje slikarski atelje.
Gereci je uglavnom slikar pejzaža i mrtvih priroda. Najveći dio svog slikarskog opusa posvetio je moslavačkom pejzažu. Za dugogodišnji rad na području likovne umjetnosti 2008. godine nagrađen je Svečanom plaketom i Poveljom grada Garešnice.

## Samostalne izložbe
- 1981. Dom umirovljenika, Garešnica
- 1985. Gradska knjižnica i čitaonica, Garešnica
- 1988. Muzej, Garešnica
- 1992. Art-ing, Bjelovar
- 1993. Gradski muzej, Virovitica
- 1993. Dvorana mjesnog odbora, Garešnica
- 1994. Hotel "Garić", Garešnica
- 1994. MARE CROATICUM – Betina (Murter)
- 1994. Hrvatski dom, Garešnica
- 1995. Gradski muzej, Virovitica
- 1997. Galerija "Dubravka", Virovitica
- 1997. Bistro "Štokić", Garešnica
- 1997. Privredna banka Zagreb, Podružnica Garešnica
- 1998. Galerija "Vernissage", Osijek
- 1998. Osnovna škola Garešnica, Garešnica
- 1999. Osnovna škola Trnovitica, Velika Trnovitica
- 2001. Gradska galerija, Garešnica
- 2002. Osnovna škola, Garešnica
- 2004. Župni pastoralni centar, Garešnica
- 2004. Galerija Muzeja Moslavine, Kutina
- 2005. Hotel Kutina, Kutina
- 2008. Gradski muzej Bjelovar, Galerija "Nasta Rojc"
- 2009. Galerija Stari grad, Đurđevac

## Skupne izložbe
- 1980. Hotel "Garić", Garešnica
- 1981. Gradski muzej, Bjelovar
- 1981. Gradsku muzej, Virovitica
- 1981. Gradski muzej, Križevci
- 1987. Likovni salon, Ravne na Koroškem, Slovenija
- 1991. Zagreb Art Fair, Zagreb
- 1993. Prva dobrotvorna aukcija slika društva "Hrvatska žena", Restaurant "Maximo" (Cibona) Zagreb
- 1994. Hotel "Termal", Daruvar
- 1995. Srednja škola "August Šenoa", Garešnica
- 1995. Gradska vijećnica, Zagreb
- 1996. Gradski muzej, Bjelovar
- 1997. Galerija "Croatia", Daruvar
- 1997. Gradski muzej, Šibenik
- 1997. Lovrakovi dani kulture, Veliki Grđevac
- 1998. 1. Hrvatski trienale akvarela, Stari Grad, Ozalj
- 1998. "Barutana", Hotel Central, Bjelovar
- 2000. Likovni salon "Vernissage", Osijek
- 2000. Les peintres de Bjelovar, Hotel de Ville, Turckheim, Francuska
- 2004. "Barutana", Galerija "Nasta Rojc", Bjelovar
- 2004. "Barutana", Glazbena škola, Pakrac
- 2004. Tradicija lončarske vještine, Galerija Muzeja Moslavine, Kutina
- 2004. Tradicija lončarske vještine, Gradski muzej, Pakrac
- 2005. Susret u zavičaju 2,Galerija "Nasta Rojc", Bjelovar
- 2005. Slikari Moslavine, Galerija Muzeja Moslavine, Kutina
- 2005. Slikari Moslavine, Gradska galerija, Garešnica
- 2005. Slikari Moslavine, Gradski muzej, Čazma
- 2005. Slikari Moslavine, Gradski muzej, Pakrac
- 2005. Slikari Moslavine, Centar za kulturu, Ivanić-Grad
- 2006. Slikari Bjelovarsko-bilogorske županije, Galerija "Matešin", Bojana
- 2006. Slikari Bjelovarsko-bilogorske županije, Gradska galerija, Garešnica
- 2006. Izložba recentnih radova članova HDLU-a, Dom HDLu-a, Zagreb
- 2007. Izložba recentnih radova članova HDLU-a, Dom HDLu-a, Zagreb
- 2008. Izložba recentnih radova članova HDLU-a, Dom HDLu-a, Zagreb